# William C. Gorgas
Pour l’article homonyme, voir Josiah Gorgas.
William Crawford Gorgas, né à Toulminville (Alabama) le 3 octobre 1854 et mort à Londres le 3 juillet 1920, est un médecin américain, général de division et 22e chirurgien en chef de l'armée de terre américaine entre 1914 et 1918. Il est surtout connu pour son travail visant à diminuer la transmission de la fièvre jaune et de la malaria en contrôlant les populations de moustiques vecteurs, ceci à une époque où de telles mesures suscitaient un scepticisme et une opposition considérables.

## Biographie
Gorgas était l’aîné des six enfants de Josiah Gorgas et d'Amelia Gayle Gorgas. Après avoir étudié à l'University of the South dans le Tennessee et au Bellevue Hospital Medical College à New York, Gorgas fut nommé dans les cadres du  corps médical de l'armée américain en juin 1880. Il fut assigné à trois postes différents, au Texas (Fort Clark, Fort Duncan et Fort Brown). Tandis qu'au fort Brown (1882-1884) il survivait à la fièvre jaune, il rencontra Marie Cook Doughty, qu'il épousa en 1885. En 1889, à l'issue de la guerre hispano-américaine, il fut nommé au poste de directeur sanitaire à La Havane, où il lutta contre la fièvre jaune et la malaria.

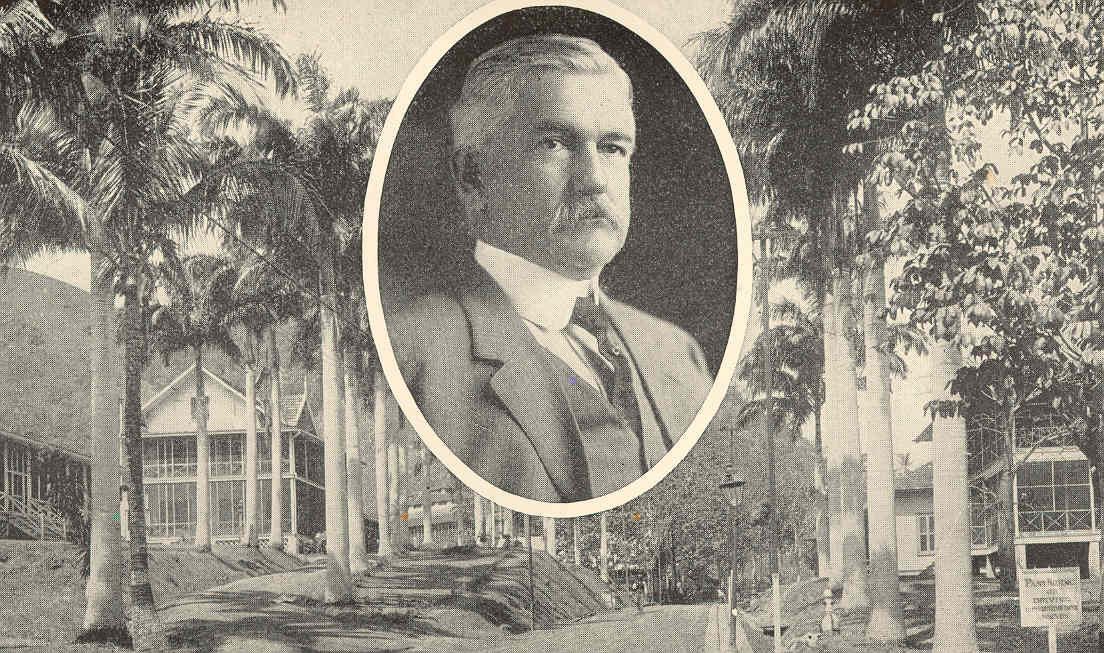
William Crawford Gorgas

Gorgas fut nommé chirurgien principal de l'armée américaine en 1914. À ce poste, il put profiter du travail important accompli par un autre médecin de l’armée, le major Walter Reed, qui avait lui-même profité de la perspicacité d'un docteur cubain, Carlos Finlay, à l'origine de la découverte de la transmission de la fièvre jaune par les moustiques. C’est ainsi que Gorgas acquit une renommée internationale en luttant contre ce fléau des climats tropicaux et subtropicaux, d'abord en Floride, plus tard à La Havane à Cuba et enfin au canal de Panama.
En tant que chef du service sanitaire du projet de canal, il put mettre en application des programmes sanitaires de grande envergure, tels que la vidange des étangs et des marais, la fumigation, l’utilisation de moustiquaires et l’installation d'un système public de distribution d'eau. Ces mesures de prévention efficaces contre les maladies dues aux fièvres permirent aux milliers d’ouvriers de mener à bien la construction du canal de Panama.
Le roi George V du Royaume-Uni conféra à Gorgas le titre de Chevalier commandeur de l'Ordre de Saint-Michel et Saint-George, à l'hôpital militaire Queen Alexandra de Portsmouth, peu avant sa mort le 3 juillet 1920. Ses funérailles eurent lieu en la cathédrale Saint-Paul de Londres.